# Kurt Lehmkuhl
Kurt Lehmkuhl (* 3. Februar 1952 in Übach-Palenberg) ist ein deutscher Journalist und Schriftsteller.

## Leben und Werk
Lehmkuhl studierte Jura an der Rheinischen Friedrich-Wilhelms-Universität Bonn. Seit 1982 ist er als Redakteur beim Zeitungsverlag Aachen beschäftigt, von 1986 bis 2004 war er Lokalleiter der Erkelenzer Volkszeitung, seitdem ist er Redakteur der Heinsberger Zeitung. Seine seit 1997 veröffentlichten Bücher, meist Kriminalromane, handeln unter anderem von lokalen Ereignissen im Köln-Aachener Raum, wie dem Aachener Karlspreis, dem nicht unumstrittenen  Braunkohletagebau Garzweiler oder der Verleihung des Ordens wider den tierischen Ernst in Aachen.
Lehmkuhl ist am 2009 gegründeten hkl-Verlag ideell beteiligt, in dem 2009, 2011 und 2014 drei Anthologien mit Kurzgeschichten verschiedener Autoren erschienen sind, die aus einem Volkshochschulkurs heraus entwickelt wurden. Der Erlös in Höhe von 30.000 Euro wurde dem Hospiz der Hermann-Josef-Stiftung Erkelenz gespendet.
Lehmkuhl ist verheiratet, hat zwei Kinder und lebt in Erkelenz. Er ist Mitglied des „Syndikats“, einer Vereinigung deutschsprachiger Krimiautoren.

## Publikationen
- Tödliche Recherche. Meyer & Meyer, Aachen, 1997.
- Mord am Tivoli. Meyer & Meyer, Aachen, 1997
- Blut klebt am Karlspreis. Meyer & Meyer, Aachen, 1999.
- Kirmes des Todes. Meyer & Meyer, Aachen, 1997.
- Ein Sarg für Lennet Kann. Meyer & Meyer, Aachen, 1998.
- Vertrauen bis in den Tod. Meyer & Meyer, Aachen, 1998.
- Spritzen für die Ewigkeit. Meyer & Meyer, Aachen, 1998.
- Begraben in Garzweiler II. Meyer & Meyer, Aachen, 1999.
- Mörderische Kaiserroute. Meyer & Meyer, Aachen, 2000.
- Die Aachen-Mallorca-Connection. Meyer & Meyer, Aachen, 1999.
- Der Grenzgänger. Meyer & Meyer, Aachen, 2001.
- Das Dürener Roulette. Betzel, Nienburg, 2002.
- Ein CHIO ohne Rasputin. Betzel Nienburg, 2003.
- Tore, Tote, Tivoli. Betzel, Nienburg, 2004.
- Mallorquinische Träume. Betzel, Nienburg, 2005.
- Tore, Tote, Tivoli hkl-Verlag, Übach-Palenberg, 2009, ISBN 978-3-9812926-0-2.
- Raffgier. Gmeiner, Meßkirch, 2008, ISBN 978-3-89977-780-2.
- Nürburghölle. Gmeiner, Meßkirch, 2009, ISBN 978-3-8392-1017-8.
- Dreiländermord. Gmeiner, Meßkirch, 2010, ISBN 978-3-8392-1095-6.
- Kardinalspoker. Gmeiner, Meßkirch, 2012, ISBN 978-3-8392-1223-3.
- Printenprinz. Gmeiner, Meßkirch, 2013, ISBN 978-3-8392-1432-9.
- Fundsachen. Gmeiner, Meßkirch, 2015, ISBN 978-3-8392-1677-4
- Kohlegier. Gmeiner, Meßkirch, 2016, ISBN 978-3-8392-1825-9
- Weißgott. Gmeiner, Meßkirch, 2017, ISBN 978-3-8392-2139-6
- Mörderisches Aachen. Gmeiner, Meßkirch, 2017, ISBN 978-3-8392-2138-9
- Marionettenspiel. Gmeiner, Meßkirch, 2018, ISBN 978-3-8392-2231-7
- als Hrsg.: Hohenbusch. Rheinland-Verlag, Köln, 2002, ISBN 3-7927-1859-6.
- als Hrsg.: Blutroter Selfkant. hkl-Verlag, Übach-Palenberg, 2009, ISBN 978-3-9812926-1-9.
- als Hrsg.: Tödlicher Selfkant. hkl-Verlag, Übach-Palenberg, 2011, ISBN 978-3-9812926-2-6.
- mit Helmut Wichlatz (Hrsg.): Nachbarn unter sich/Buren onder elkaar. hkl-Verlag, Übach-Palenberg, 2013, ISBN 978-3-9812926-3-3.
- mit Gerd Grunewald (Hrsg.): Mörderischer Selfkant. hkl-Verlag, Übach-Palenberg, 2014, ISBN 978-3-9812926-4-0.